# Radicalism
Radicalismul și extremismul caracterizează o politică intolerantă, nedemocratică, discriminantă, având frecvent caracterul de fanatism, naționalism, exercitat de unele grupări fundamentaliste. 

## Radicalismul
Originea etimologică a termenului de radical provine din limba latină („radix” = „rădăcină”) care de fapt exprimă tendența politici radicale de a realiza schimbări esențiale de la rădăcină. Acest termen exprimă nu numai hotărâre nestrămutată și consecvență, a atitudinii politice ci și conținutul direcției prin programul de măsuri de atingerea scopului care poate fi de natură politică sau economică.

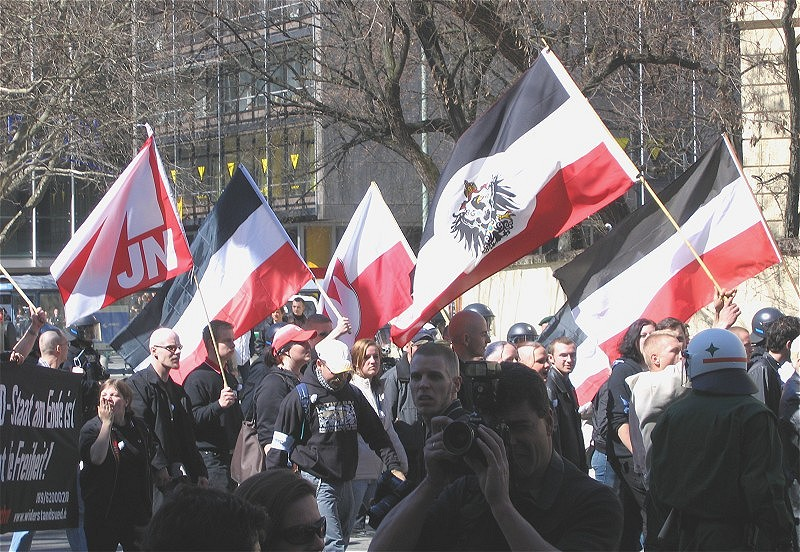
Marşul neofasciştilor la 2.4.2005 in München

In timpul „Restaurației” - termen care provine de la elvețianul „Karl Ludwig von Haller” o perioadă caracterizată prin restaurarea monarhiilor în Europa, petrecută în Elveția între anii (1816–1842), Anglia (1660–1688) și Franța 1814/15–1830), un reprezentant caracteristic al acestei perioade este omul politic austriac prințul Metternich.
O opoziție liberală „Freisinn” (denumită și „radicală”) din Elveția în secolul XIX, care se opune orientării conservatoare a Reaturației, mișcarea „Freisinn” caută, dacă e necesar și cu forța, abolirea tuturor relațiilor feudale.
Această mișcare a cuprins o serie de cantoane cu excepția cantonului Lucerna, din Elveția fiind cunoscută ca „Revoluția din iunie” (1830), care a dus la învingerea grupării conservatoare din Lucerna.
In politologie se vorbește de o linie de demarcație neclară între democrație și extremism.

## Extremismul
Originea etimologică a termenului de extremism provine din latină „extremus” „extrem, ultimul”. Termenul desemnează idei sau acțiuni considerate extreme, exagerate, utopice, în cadrul politicii această ideologie este adoptată de grupările de margine, „grupările moderate” fiind în „centru”, pe când extremiștii pot fi de dreapta sau de stânga. Într-o democrație sunt acceptate toate cele trei forme de grupări, care dacă sunt într-o stare relativă de echilibru se vorbește de „normaliatea unei democrații”.
Extremismul are semnificația de atitudine a unor mișcări, curente, persoane politice care, pe baza unor opinii, idei,  
păreri exagerate, unilaterale, extreme, urmărește prin măsuri violente sau radicale să impună programul lor.
Extremismul desemnează idei sau acțiuni considerate extreme și neadaptate la lumea reală. Atunci când se vorbește de idei, este vorba despre partide sau grupări politice care laudă valori contestate și care vor să pună în practică acțiuni extreme. Atunci când se vorbește de acțiuni, este vorba, cel mai adesea, de metode violente și agresive care au ca scop o schimbare radicală.
Teoriile totalitare sunt caracterizate printr-o poziție agresivă, care se pot termina cu conflicte militare interstatale.

### Formele de extremism
- Extremiștii de stânga care propagă comunismul, socialismul sau anarhismul; de aceștia aparțin „autonomiștii”, „anarhiștii”, fracțiunea extremistă RAF din RFG
- Extremiștii de dreapta care reprezintă neofascismul și care au început să ia amploare în Europa[necesită citare]
- Extremiștii islamiști care vor întemeierea unor state religioase islamice, reprezentați prin organizația Al-Qaida și  Statul Islamic.

Termenul extremism este utilizat mai ales în sens politic sau religios, pentru a se referi la o ideologie care  este considerată departe în afara atitudinilor mainstream ale societății.